# Államok vezetőinek listája 590-ben
Ezen az oldalon az i. sz. 590-ben fennálló államok vezetőinek névsora olvasható földrészek, majd országok szerinti bontásban.

## Európa
- Avar Kaganátus
  - Kagán: Baján (562–602)

- Bizánci Birodalom
  - Császár: Maurikiosz (582–602)

- Frank Birodalom
  - Király: II. Childebert (Austrasia, 575–596)
  - Király: II. Chlothar (Neustria, 584–628)
  - Király: Guntram (Burgundia, 561–592)
  - Bajor Hercegség
    - Herceg: I. Garibald (548–593)

- Longobárd Királyság
  - Király: Authari (584–590)
  - Király: Agilulf (590–615)
  - Beneventói Hercegség
    - Herceg: Zotto (571–591)

  - Friuli Hercegség
    - Herceg: I. Grasulf (581-590)
    - Herceg: II. Gisulf (590–610)

  - Spoletói Hercegség
    - Herceg: I. Faroald (570–591)

- Vizigót Királyság
  - Király: I. Reccared (586–601)

### Britannia
- Bernicia
  - Király: Hussa (585–592)

- Dál Riata
  - Király: Aidan (574–608)

- Deira
  - Király: Ælle (560–588/590)
  - Király: Æthelric (588/590/599–593/604)

- Essexi Királyság
  - Király:  Sledda (kb. 587–kb. 604)

- Gwynedd
  - Király: Beli ap Rhun (kb. 580–kb. 599)

- Kelet-angliai Királyság
  - Király: Tyttla (578–593/599)

- Kenti Királyság
  - Király: Æthelberht (560/585–616/618)

- Mercia
  - Király: Creoda (585–593)

- Wessexi Királyság
  - Király: Ceawlin (560–590)
  - Király: Ceol (590–597)

## Ázsia
- Csampa
  - Király: Szambhuvarman (572-629)

- Göktürk Kaganátus
  - Keleti Türk Kaganátus
    - Kagán: Tulan kagán (589-599)

  - Nyugati Türk Kaganátus
    - Kagán: Tardu (575–603)

- Ibériai Királyság
  - Király: I. Guaram (588-590)
  - Király: I. István (kb. 590–627)

- India
  - Anuradhapura
    - Király: I. Aggabódhi (564–598)

  - Csálukja-dinasztia
    - Király: I. Kirttivarman (566–597)

  - Kadamba
    - Király: Adzsavarman (565–606)

  - Pallava
    - Király: Szimhavisnu (575–615)

  - Pándja-dinasztia
    - Király: Kadungon (560–590)
    - Király: Maravarman Avaniszúlámani (590–620)

- Japán
  - Császár: Szusun (587–592)

- Kína (Szuj-dinasztia)
  -     - Császár: Szuj Ven-ti (581–604)

- Korea
  - Pekcse
    - Király: Üdok (554–598)

  - Kogurjo
    - Király: Phjongvon (559–590)
    - Király: Jongjang (590–618)

  - Silla
    - Király: Csinphjong (579–632)

- Lahmid Királyság
  - Király: III. An-Numán (580–602)

- Szászánida Birodalom
  - Sah: IV. Hurmuz (579–590)
  - Sah: VI. Bahrám (590-591)
  - Sah: II. Huszrau (590–628)

## Afrika
- Akszúmi Királyság
  - Akszúmi uralkodók listája

## Amerika
- Copán
  - Király: Butz' Chan (578–628)
- Palenque
  - Királynő: Yohl Ik'nal (583–604)

## Egyházfő
- Pápa: II. Pelagius (579–590)
- Pápa: I. Gergely (590–604)
- Konstantinápolyi pátriárka: IV. János (582–595)

## Fordítás
- Ez a szócikk részben vagy egészben  a   Liste der Staatsoberhäupter 590 című német Wikipédia-szócikk ezen változatának fordításán alapul.  Az eredeti cikk szerkesztőit annak laptörténete sorolja fel. Ez a jelzés csupán a megfogalmazás eredetét és a szerzői jogokat jelzi, nem szolgál a cikkben szereplő információk forrásmegjelöléseként.